# 크시스톤

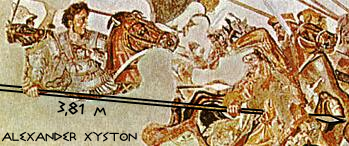
크시스톤을 사용하는 알렉산드로스.

크시스톤(그리스어: Ξυστόν 의미: 창, 투창, 장대, 몰이용 막대기)은 고대 그리스의 긴 기병창의 종류 중 하나였다. 크시스톤은 길이는 3.5~4.25m였고 양손으로 사용하였다. 창은 나무 손잡이로 되어 있었고 금속 창날과 날카로운 끝이 양쪽에 달려 있었다. 크시스톤은 마케도니아 왕국의 기병인 헤타이로이를 나타낼 때 주로 사용되는데 알렉산드로스 대왕 사후에는 이들이 크시스토포로이(Ξυστοφόροι, 창기병)으로도 불렸다. 그리스어로 쓰인 유대 전쟁사에서 유대 역사가인 플라비우스 요세푸스는 '크시스톤'이라는 단어를 로마군의 투창인 필룸을 나타내는 데 썼다.
이 창은 파르티아인들도 사용했고, 아르메니아인들도 이로부터 영향을 받아 더 짧지만 굵기는 더 굵은 '콘토스'를 사용했다.

## 같이 보기
- 장병무기
- 사리사